# Doria Tillier
Pour les articles homonymes, voir Tillier.
Doria Tillier, née le 27 mars 1986 dans le 14e arrondissement de Paris,, est une actrice, réalisatrice et scénariste française.
Ancienne animatrice de télévision, elle se lance dans une carrière au cinéma à l'instar de Virginie Efira ou encore Louise Bourgoin.
Elle est révélée successivement par Monsieur et Madame Adelman (2017) et La Belle Époque (2020) de Nicolas Bedos. Pour le premier film, elle obtient le Swann d'or de la révélation féminine au Festival du film de Cabourg 2017. Pour ces deux films, elle reçoit des nominations au César de la meilleure actrice.
À la télévision, elle apparait dans plusieurs séries à succès : Le Flambeau de Jonathan Cohen et Jérémie Galan en 2020, ou encore Bref.2 de Kyan Khojandi et Bruno Muschio. En 2024, elle crée sa propre série Iris.

## Biographie

### Jeunesse
Née d'un père mathématicien et universitaire, enseignant à l'université de Jussieu, et d'une mère restauratrice de tableaux, elle est élève au lycée Condorcet de Paris. Après son baccalauréat, elle exerce le métier de serveuse dans le quartier Vivienne,.
De 2008 à 2010, elle est formée au Laboratoire de l'acteur par Hélène Zidi,. Elle joue alors dans des courts métrages.

### Premiers rôles et débuts sur Canal+
Elle décroche en 2008 un premier rôle dans le long-métrage Bloody Flowers. Dans ce thriller de Richard J. Thomson, qui ne sortira jamais en France, elle joue aux côtés d'Amanda Lear le rôle d'une médecin-légiste. Elle joue ensuite en 2009 dans la série de France 2 Action spéciale douanes. A l'été 2012, elle est choisie pour jouer dans le court-métrage pour promouvoir le nouveau parfum de la marque Nina Ricci, Mademoiselle Ricci.
À la rentrée 2012, elle est sélectionnée parmi 300 candidates pour être la cinquième « Miss météo » du Grand Journal de Canal+ où elle succède à Solweig Rediger-Lizlow. Elle marque les esprits dès sa première apparition (le 27 août 2012) et à plusieurs reprises avec ses imitations, la qualité d'écriture de ses chroniques quotidiennes et de ses personnages variés : « On m’aurait proposé un rôle au cinéma ou Miss météo, j’aurais pris Miss météo. Parce que ça cumulait l’écriture et le jeu. Parce que je pouvais être drôle, mais pas obligatoirement. Parce que c’était un terrain d’expression infini. » Certaines de ces séquences deviendront cultes, comme lorsqu'elle répond très franchement en direct à Nicolas Bedos qui ment sur la nature de leur relation dans le livre qu'il est venu présenter, ou lorsqu'elle présente sa chronique nue, à Poil, après avoir perdu un pari sur la qualification au Mondial de l'Equipe de France de Football. Elle quitte l'émission au bout de deux saisons, en juin 2014.
En décembre 2013, alors qu'elle est encore Miss Météo, elle fait partie de la distribution du second numéro de l'émission de sketchs Le Débarquement.
En novembre 2014, elle est choisie par Canal+ pour présider la cérémonie des 30 ans de la chaîne.
En novembre 2014, elle est choisie par Canal+ pour présider la cérémonie des 30 ans de la chaîne.

### Consécration et comédies décalées

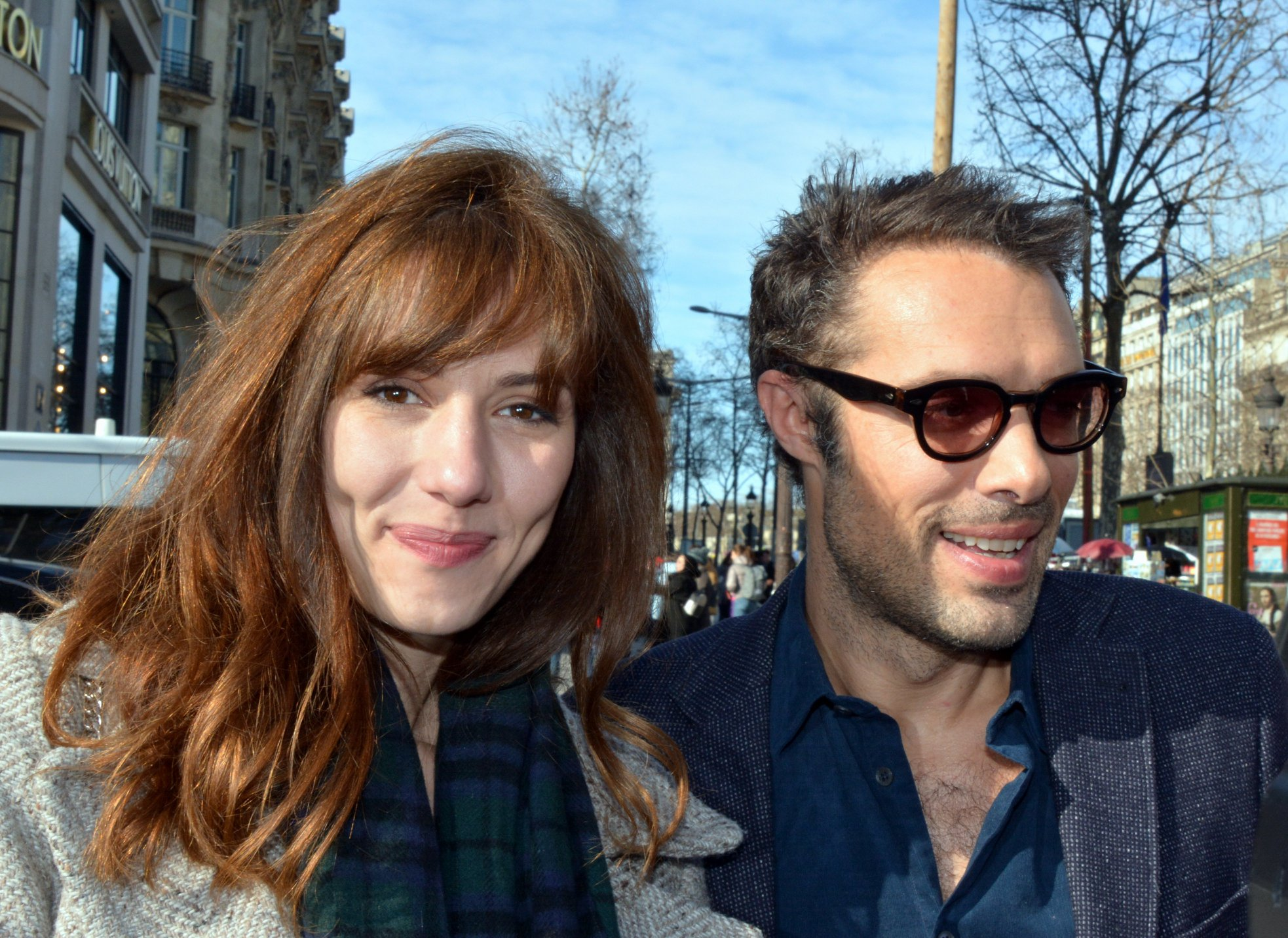
Doria Tillier et Nicolas Bedos au déjeuner des nommés des César du cinéma 2018.

En mars 2017, elle partage l'affiche avec Nicolas Bedos de la comédie dramatique Monsieur et Madame Adelman, qu'elle a coscénarisé avec lui. Le rôle de Sarah Adelman lui vaut d'être nommée pour le César de la meilleure actrice lors de la cérémonie des César 2018 et de remporter le Swann d'or de la révélation féminine du Festival du film de Cabourg.
En 2018, elle rejoint Bérénice Bejo, Stéphane de Groodt, Vincent Elbaz et Roschdy Zem au casting de la comédie Le Jeu de Fred Cavayé.
Elle retrouve Nicolas Bedos en 2019 dans La Belle Époque, dans lequel elle joue le rôle de Margot, une comédienne, rôle qui lui vaut également une nomination en 2020 pour le César de la meilleure actrice à la 45e cérémonie des César. Toujours en 2020, elle incarne Valérie, une des prétendantes de Jonathan Cohen dans la série La Flamme, diffusée sur Canal+.
En 2021, elle rejoint le casting de Présidents aux côtés de Jean Dujardin et Pascale Arbillot, comédie librement inspirée des anciens Présidents de la République Nicolas Sarkozy et François Hollande. Cette même année, elle est choisie comme maîtresse de cérémonie de la 74e édition du festival de Cannes.
En 2022, elle est à l'affiche de quatre films : Viens je t'emmène d'Alain Guiraudie, Canailles de Christophe Offenstein, L'Origine du Mal de Sébastien Marnier et Fumer fait tousser de Quentin Dupieux.

### Premiers pas à la réalisation et diversification de ses rôles
Elle présente en 2021 à l'occasion du 74e édition du festival de Cannes son premier court-métrage en tant que réalisatrice et scénariste : La Diagonale des fous, dans le cadre des Talents Adami Cannes.
Maxime Saada, Président du directoire de Canal+, séduit par ce premier court-métrage, lui propose de travailler sur un nouveau projet pour la chaîne. Elle imagine alors sa première série télévisée, Iris, diffusée à partir du 25 novembre 2024 sur Canal+. La série remporte le Prix de la meilleure série de 26min au Festival de la fiction de La Rochelle 2024.
En 2023, elle incarne Marie-Rose Astié de Valsayre, une artiste et militante féministe dans le film de cape et d'épée Une affaire d'honneur de Vincent Perez.
En 2024, elle joue le rôle d'une mère-influenceuse dans la série policière Les enfants sont rois aux côtés de Géraldine Nakache (Star via Disney+). Elle est aussi à l'affiche du film biographique Bolero d'Anne Fontaine, sur la genèse du célèbre morceau de musique de Maurice Ravel. Elle co-écrit également avec Constance Verluca une série pour Canal Plus intitulée Iris, où elle joue le rôle du personnage principal. Cette série est récompensée du prix de la meilleure série de 26 minutes au Festival de la fiction de La Rochelle.

### Vie privée
Entre 2013 et 2019, elle est en couple avec Nicolas Bedos,. En juin 2015, à l'occasion des dix ans de Salut les Terriens !, elle rend hommage à Thierry Ardisson, accompagnée de Bedos au piano, en interprétant une chanson écrite par ce dernier sur une composition de Barbara.
Elle est assez discrète sur sa vie privée. Elle déclare à plusieurs reprises ne pas vouloir être présente sur les réseaux sociaux, qui l'inquiètent et la consternent,.

## Filmographie

### Actrice

#### Cinéma
- 2008 : Bloody Flowers de Richard J. Thomson : la médecin légiste
- 2017 : Monsieur et Madame Adelman de Nicolas Bedos : Sarah Adelman
- 2018 : Le Jeu de Fred Cavayé : Léa
- 2019 : La Belle Époque de Nicolas Bedos : Margot
- 2019 : Yves de Benoît Forgeard : So
- 2021 : Présidents d'Anne Fontaine : Nathalie
- 2022 : Viens je t'emmène d'Alain Guiraudie : Florence
- 2022 : Canailles de Christophe Offenstein : Lucie
- 2022 : L'Origine du mal de Sébastien Marnier : George
- 2022 : Fumer fait tousser de Quentin Dupieux : Agathe
- 2023 : Une affaire d'honneur de Vincent Perez : Marie-Rose Astié de Valsayre
- 2024 : Boléro d'Anne Fontaine : Misia Sert

#### Séries télévisées
- 2009 : Action spéciale douanes : Lisa Schmidt
- 2020 : La Flamme de Jonathan Cohen et Jérémie Galan: Valérie
- 2024 : Les enfants sont rois de Sébastien Marnier (Disney+) : Mélanie Diore
- 2024 : Iris d'elle-même : Iris
- 2025 : Bref.2 de Kyan Khojandi et Bruno Muschio  (Disney+) : « Elle »

### Scénariste
- 2017 : Monsieur et Madame Adelman (co-scénariste)  (long métrage)
- 2020 : La diagonale des fous (court métrage)
- 2024 : Iris (série télévisée)

### Réalisatrice
- 2020 : La diagonale des fous (court métrage)
- 2024 : Iris (série télévisée)

## Distinctions

### Récompenses
- Festival du film de Cabourg 2017 : Swann d'or de la révélation féminine pour Monsieur et Madame Adelman
- Festival du film des Îles Féroé 2021 : Meilleure performance d'ensemble pour La Belle Époque
- Festival de la fiction de La Rochelle 2024 : Meilleure série de 26min pour Iris

### Nominations
- César 2018 : César de la meilleure actrice pour Monsieur et Madame Adelman
- Globe de cristal 2018 : meilleure actrice pour Monsieur et Madame Adelman
- César 2020 : César de la meilleure actrice pour La Belle époque
- Globe de cristal 2020 : meilleure actrice pour La Belle Époque